# Pin de Macédoine
Pinus peuce
Espèce
Classification phylogénétique
Statut de conservation UICN

 NT  : Quasi menacé
Pinus peuce (Pin des Balkans ou Pin de Macédoine) est une espèce de pin originaire des montagnes de Macédoine du Nord, de Bulgarie, d'Albanie, du Monténégro, du Kosovo, ainsi que de l'extrême sud-ouest de la Serbie et de l'extrême nord de la Grèce,,. Il pousse entre 600 et 2 300 mètres d'altitude, et plus particulièrement entre 1 000 m et 2 200 mètres, atteignant souvent la limite des conifères. À l'âge adulte, l'arbre atteint entre 35 et 40 mètres de haut et son tronc fait 1,5 mètre de diamètre,.

## Appellation
En macédonien et en serbe, l'arbre est appelé molika (молика). En bulgare, il est connu comme бяла мура (byala mura, qui signifie pin blanc) et en grec comme Βαλκανικό πεύκο (Balkaniko peiko, pin des Balkans). Les Albanais l'appellent pisha maqedonase, c'est-à-dire pin macédonien.

## Description

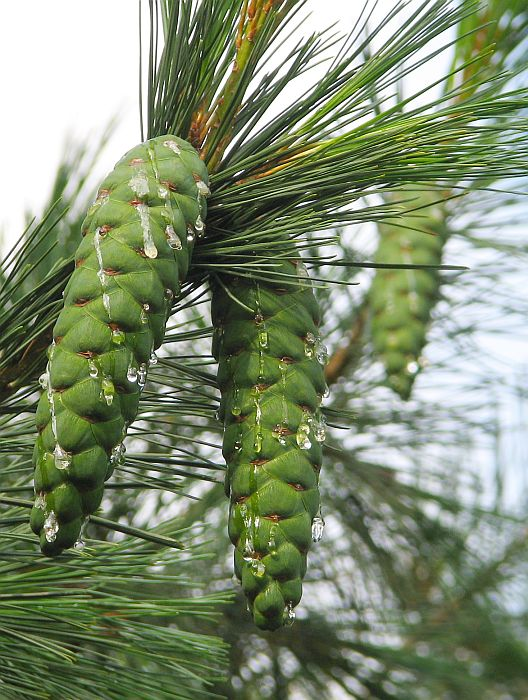
Aiguilles et cônes.

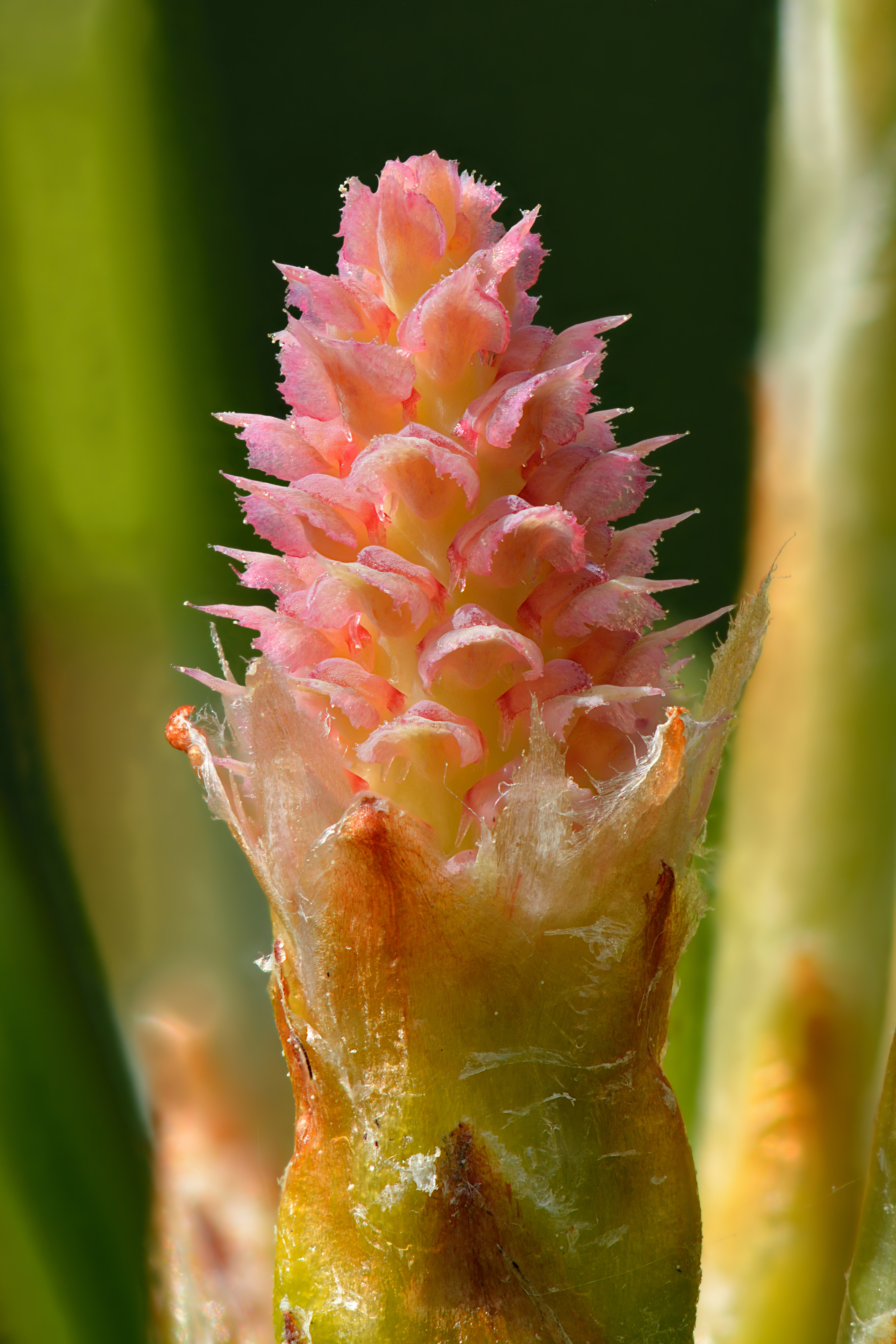

Le pin de Macédoine est différent de la plupart des autres pins européens, car il fait partie du groupe des pins blancs, du sous-genre Strobus, section Strobus, sous-section Strobus. Il est apparenté au pin cembro ou arolle des montagnes d'Europe centrale, mais il est surtout le pendant européen du pin blanc d'Amérique (ou pin de Weymouth) qui lui ressemble sur de nombreux points, aussi bien par sa morphologie que par son écologie. C'est un arbre des forêts mixtes tempérées. Sa présence dans les montagnes des Balkans constitue en réalité une relique de la dernière période glaciaire, où l'espèce fut repoussée en Europe du Sud. Malgré un climat redevenu favorable en plaine dans toute la moitié nord de l'Europe depuis le début de l'Holocène, il n'a pas encore réussi à reconquérir de lui même ses anciens territoires, il est resté bloqué au sud en trouvant un nouveau refuge dans les montagnes, se contentant de monter en altitude, alors que Pinus strobus a quant à lui bien réussi sa reconquête dans les plaines d'Amérique du Nord. Mais étant désormais introduit par l'homme, il se développe et se disperse aujourd'hui très bien en Suède, en Allemagne ou encore dans le sud de la Finlande, où il a retrouvé un vieux compagnon : le cassenoix moucheté, symbiote des pins blancs qui en répand les graines.
Comme tous les arbres du groupe des pins blancs, ses aiguilles sont réparties en faisceaux de cinq, avec une gaine foliaire. Chaque aiguille mesure entre 6 et 11 cm. Les cônes allongés font en général entre 8 et 16 cm de long mais peuvent atteindre les 20 cm. Ils sont verts avant de devenir jaune-brun à maturité. Leurs écailles sont épaisses et peuvent être plates ou courbées. Les graines font 6 à 7 mm de long et sont munies d'une aile de 2 cm qui leur permet d'être dispersées par le vent. Elles sont aussi souvent dispersées par le cassenoix moucheté,.

## Infections fongiques
Comme d'autres pins blancs d'Europe et d'Asie, le pin de Macédoine est très résistant à la rouille vésiculeuse du pin blanc (cronartium ribicola),. Cette maladie originaire d'Europe a été introduite accidentellement en Amérique du Nord, où elle a causé de grands dégâts en s'attaquant au pin blanc d'Amérique, et surtout au pin argenté, au pin à sucre et au pin à écorce blanche. En raison de sa résistance à la maladie, le pin de Macédoine sert à la recherche pour l'hybridation et la modification génétique des espèces américaines, afin de les rendre elles aussi résistantes. Des hybrides de pins de Macédoine avec les différents pins blancs américains ont par exemple hérité d'une certaine résistance.

## Culture
Le pin de Macédoine est souvent utilisé comme arbre ornemental dans les parcs et les grands jardins, où il pousse assez lentement mais de façon régulière sur une grande variété de sols. Il est très résistant au vent et au froid, pouvant survivre à −45 °C au moins. Il a été localement naturalisé un peu partout à basse altitude dans la moitié nord de l'Europe, comme à Punkaharju en Finlande orientale. Il peut être confondu avec le pin blanc d'Amérique (aussi appelé pin de Weymouth), aussi fréquemment utilisé pour les plantations ornementales.

## Systématique
Le nom correct complet (avec auteur) de ce taxon est Pinus peuce Griseb..
Ce taxon porte en français les noms vernaculaires ou normalisés suivants : Pin de Macédoine,,, pin des Balkans.
Pinus peuce a pour synonymes :
- Pinus cembra var. fruticosa Griseb.
- Pinus excelsa var. peuce (Griseb.) Beissn.
- Strobus peuce (Griseb.) Moldenke

## Galerie

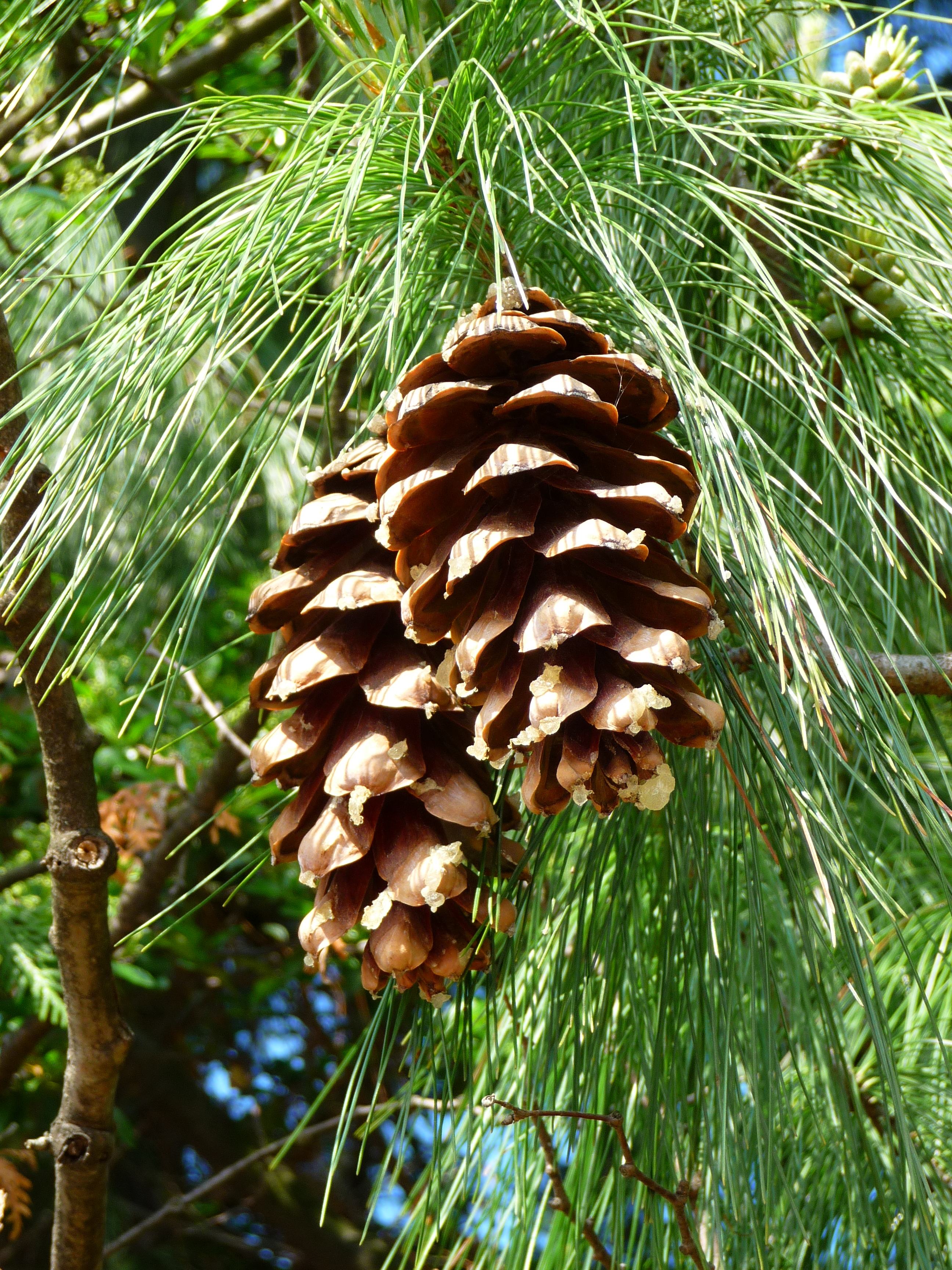
Cône ouvert.
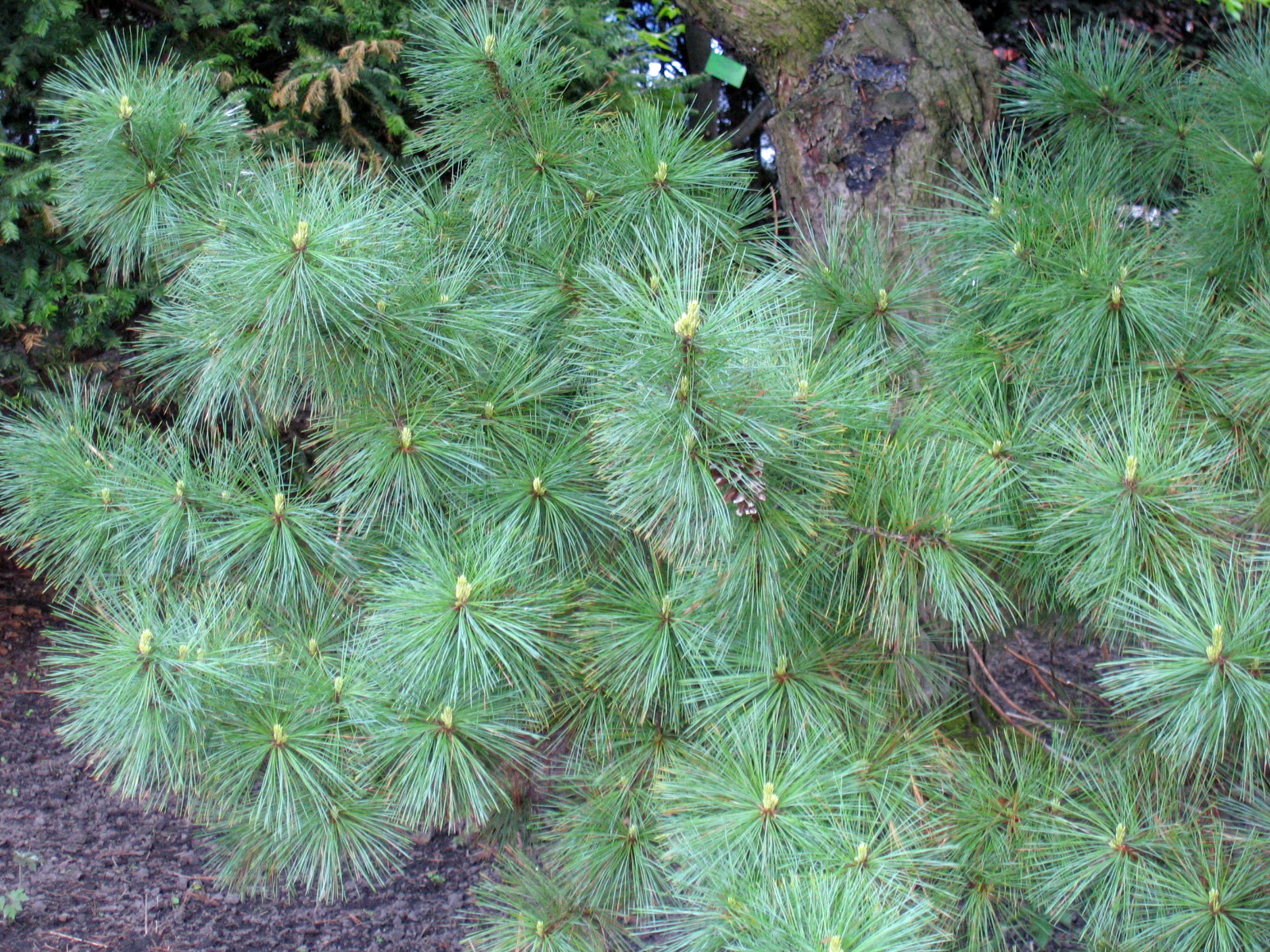
Feuillage.
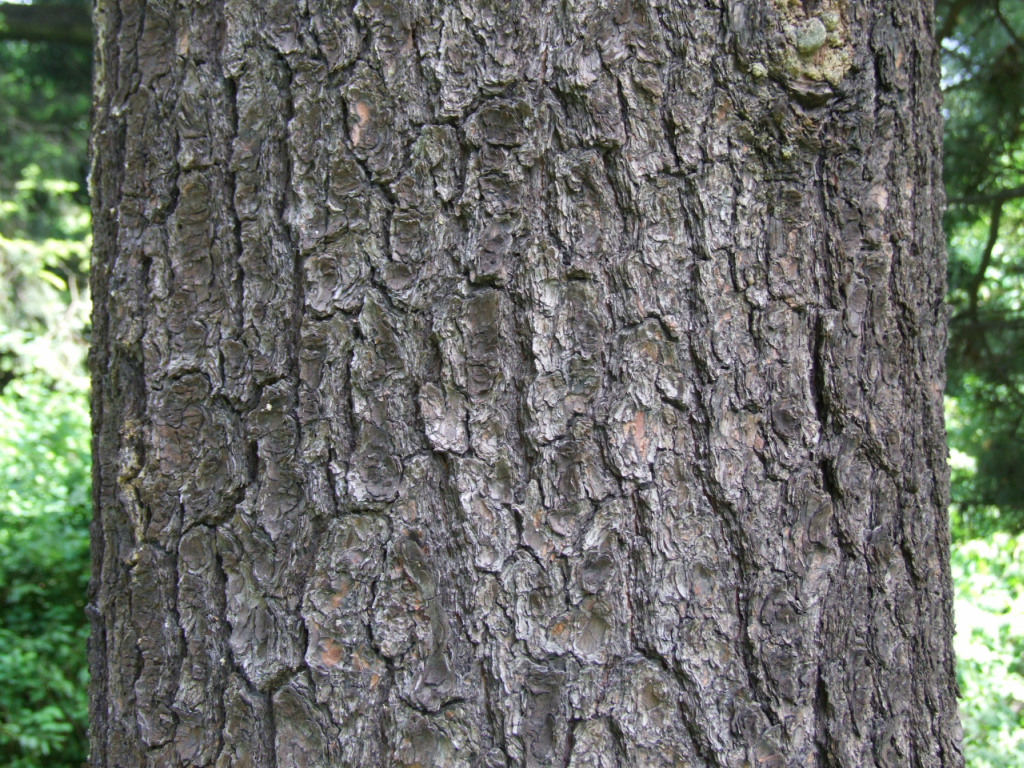
Écorce.
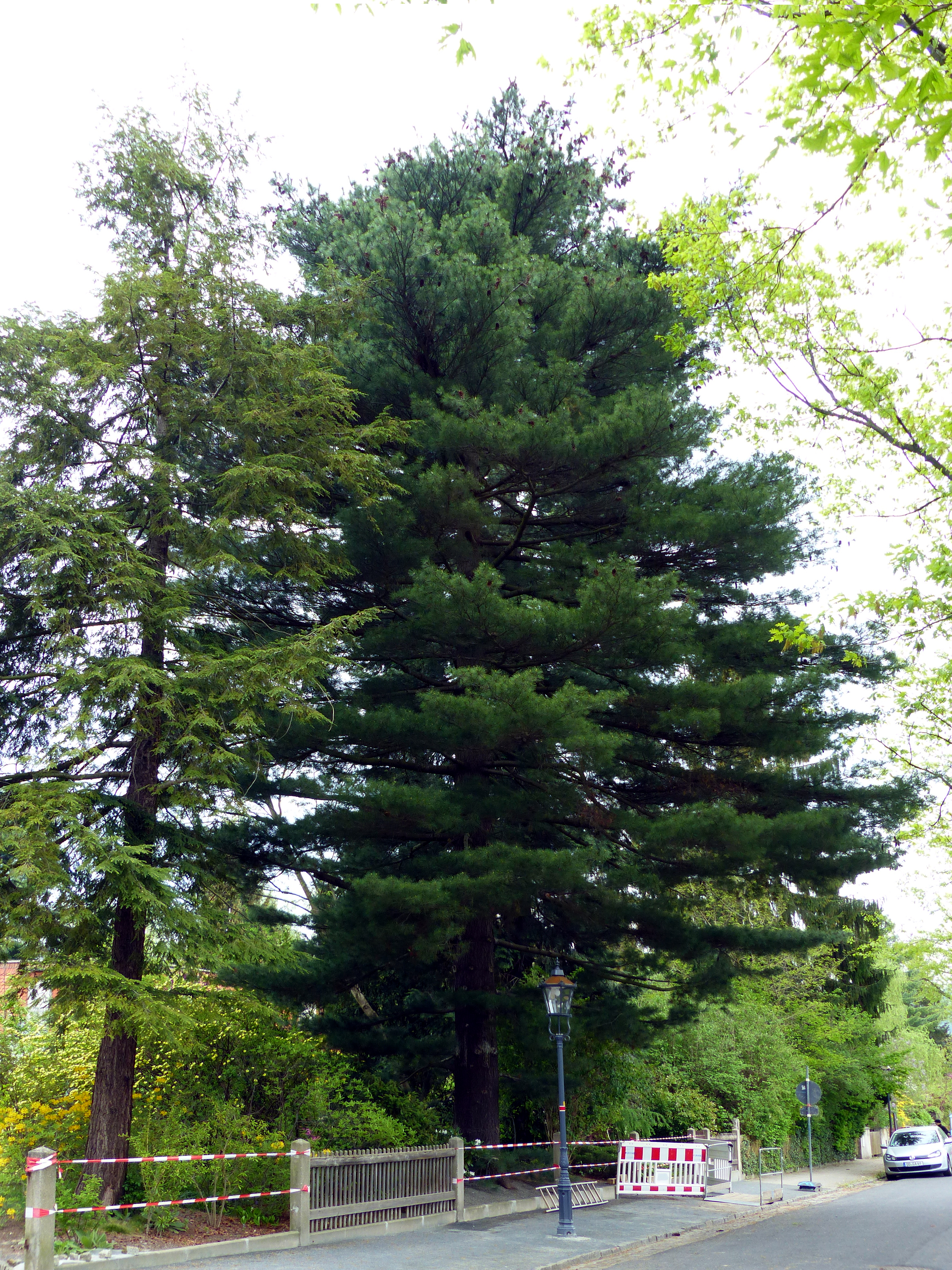
Un spécimen d'ornement à Dresde (Allemagne)
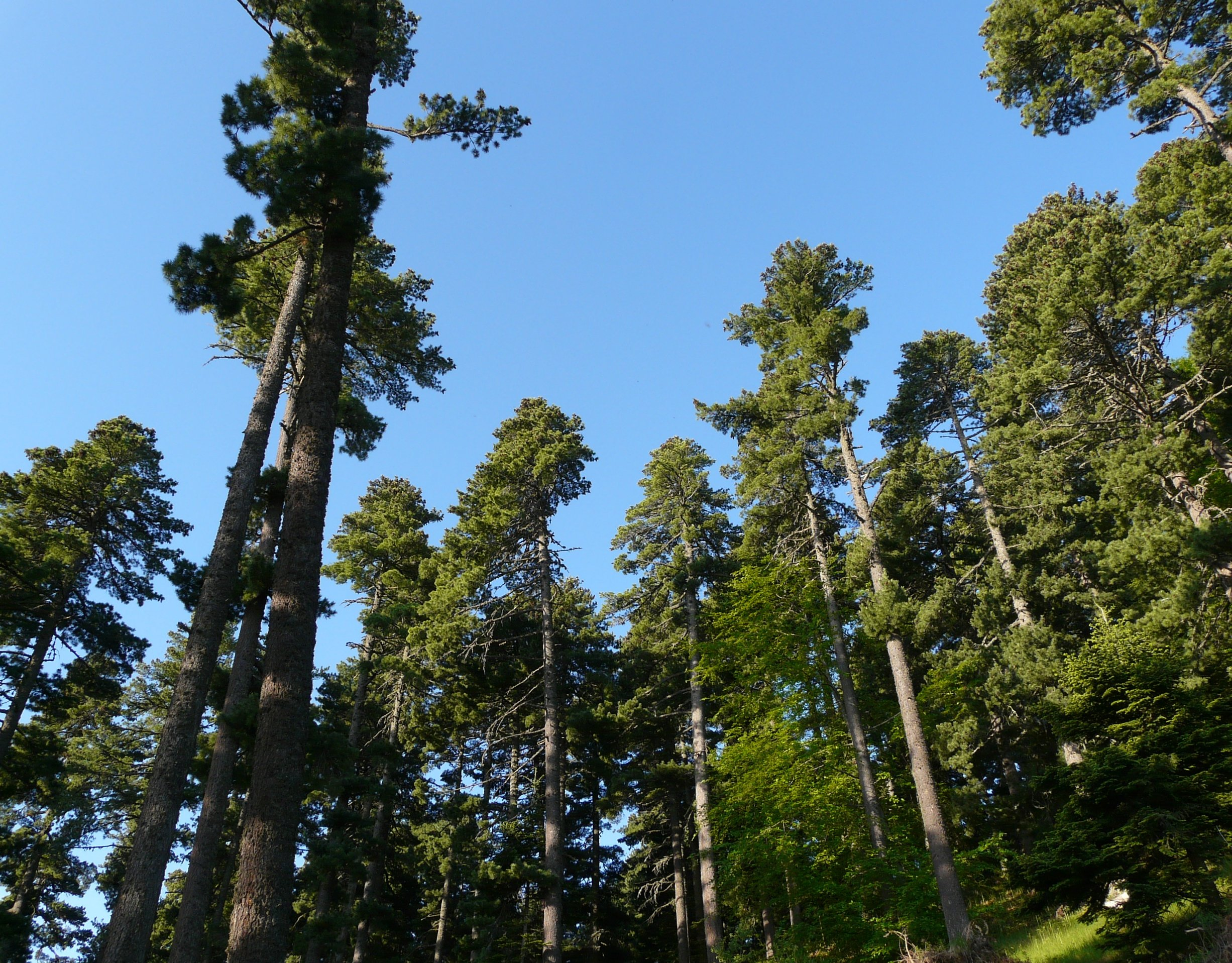
Une futaie mature en Macédoine.
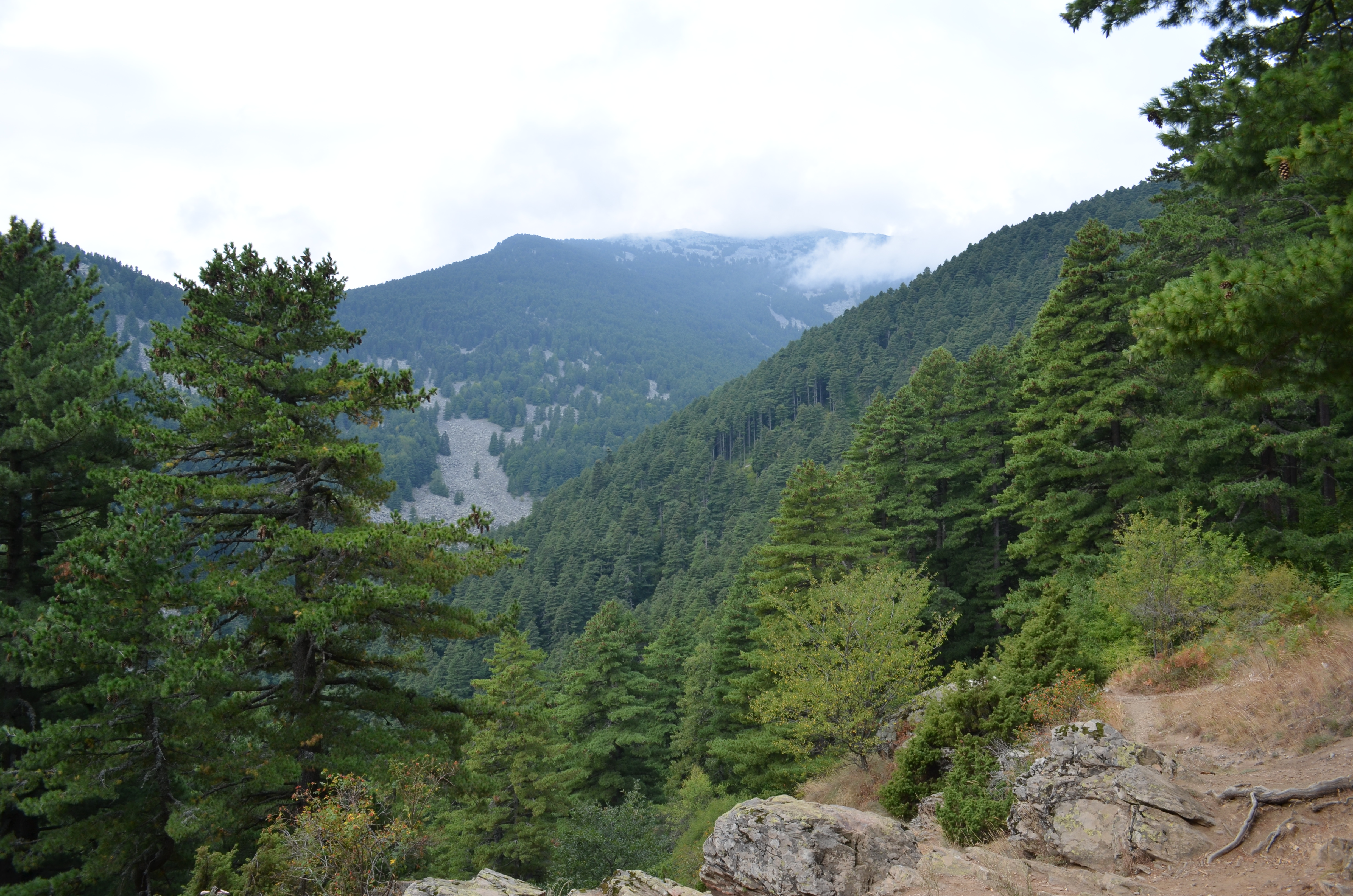
Peuplement du parc national du Pelister, Macédoine.
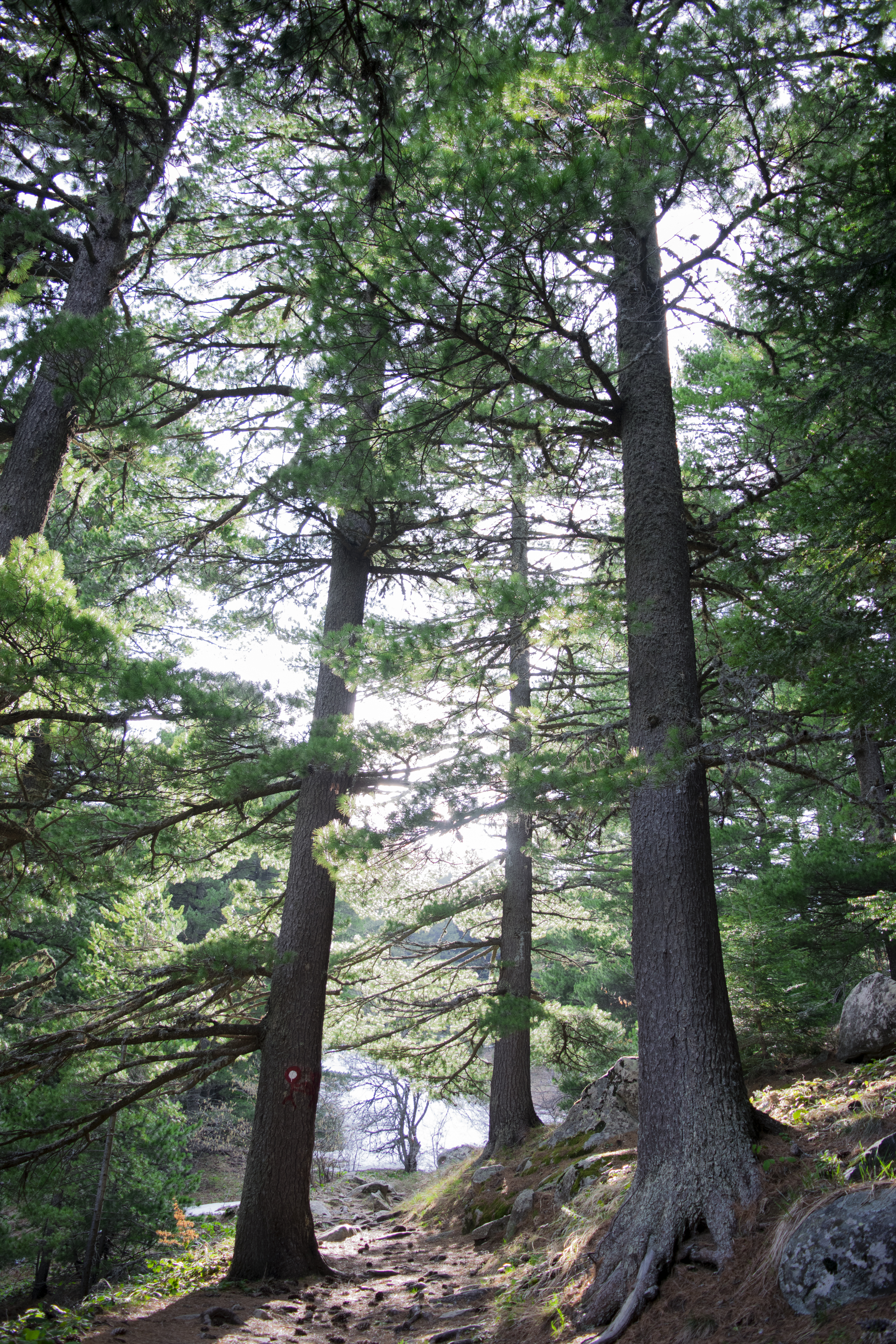
Un sous-bois au parc national du Pelister.